# بولگوگی
بولگوگی (به کره ای:불고기) یک خوراک محبوب کره ای است که از کباب کردن تکه‌های نازک و مزه دار شدهٔ گوشت گاو، خوک یا مرغ تهیه می‌شود.
بولگوگی را معمولاً بر روی منقل یا صفحه گریل می‌پزند اما در روش خانگی می‌توان آن را درون ماهیتابه و در روغن نیز سرخ کرد.
مواد لازم برای مزه دار کردن گوشت بسیار متنوع است و هر آشپز با توجه به دستور مورد علاقه خود عمل می‌کند با این حال به‌طور معمول گوشت در مخلوطی از سس سویا، شکر، روغن کنجد، پودر فلفل سیاه، پیازچه، زنجبیل، پیاز و قارچ خوابانده می‌شود. مدت لازم برای مزه دار شدن گوشت از نیم ساعت تا یک شبانه روز بسته به سلیقه افراد متفاوت است.
در تهیه این غذا کباب کردن تکه‌های فلفل سبز، پیاز و بوته سیر نیز در کنار گوشت رایج است.

## روش سرو
این غذا معمولاً در کنار برنج یا کاهو یا هرنوع سبزی با برگ پهن به منظور لقمه گرفتن، و با مخلفاتی همچون کیمچی و سوپ تخم مرغ سرو می‌شود.
در بسیاری از رستوران‌های کره ای، میزهایی با یک صفحه گریل در وسط آنها وجود دارند که این امکان را به مشتریان می‌دهد تا خودشان غذایشان را کباب کنند.

## واژه‌شناسی
بولگوگی از ترکیب دو کلمه بول(불) به معنای آتش و گوگی (고기) به معنای گوشت تشکیل شده‌است

## خاستگاه
خاستگاه اصلی این غذا کره شمالی است. پس از آزادی شبه جزیره کره از استعمار ژاپن در سال ۱۹۴۵ این غذا توسط پناهجویانی که از پیونگیانگ به کره جنوبی آمده بودند به مردم این کشور معرفی و خیلی زود در سراسر کشور محبوب شد.